# Obinna Ekezie
Obinna Ralph Ekezie (Port Harcourt, 22 de agosto de 1975) es un exjugador de baloncesto nigeriano que jugó cuatro temporadas en la NBA, además de hacerlo en la liga serbia, la liga italiana, la liga rusa y la NBA Development League. Con 2,07 metros de estatura, lo hacía en la posición de pívot.

## Trayectoria deportiva

### Universidad
Procedente de la Worcester Academy en Worcester (Massachusetts), Ekezie jugó durante cuatro temporadas con los Terrapins de la Universidad de Maryland, en las que promedió 9.9 puntos, 5.7 rebotes y 0.9 asistencias en 118 partidos. En su tercer año universitario, en el que firmó 12.8 puntos por partido, fue nombrado mención honorable de la Atlantic Coast Conference.

### Profesional
Ekezie fue elegido en la 37ª posición del Draft de la NBA de 1999 por Vancouver Grizzlies, donde militó una temporada, promediando 3.2 puntos y 2.4 rebotes en 39 partidos. El 22 de agosto de 2000 fue traspasado junto con Felipe López, Cherokee Parks y Dennis Scott a Washington Wizards por Isaac Austin. Tres meses después fue traspasado de nuevo, esta vez a Los Angeles Clippers, aunque fue cortado por los Clippers sin llegar de debutar, y los Wizards le incluyeron en su plantilla el 1 de diciembre de 2000. En los Wizards solo duró 29 partidos, hasta que fue incluido en un traspaso que le enviaba a Dallas Mavericks el 22 de febrero de 2001. A la temporada siguiente fichó por los Clippers, contando poco para el entrenador y promediando 1.9 puntos en 29 encuentros.
Tras quedarse sin sitio en la NBA, Ekezie fue contratado por el Estrella Roja de la liga serbia en diciembre de 2002, donde promedió 16.3 puntos, 10.3 rebotes y 6 asistencias en siete partidos de liga. La temporada siguiente la disputó en los Columbus Riverdragons de la NBA Development League, y posteriormente regresó a la NBA de la mano de los Atlanta Hawks, que le hicieron un hueco en su equipo el 10 de enero de 2005. En los Hawks realizó su mejor campaña en la NBA, aportando 5.5 puntos y 4.3 rebotes en 42 partidos, 31 de ellos como titular. No obstante, Ekezie fue despedido al finalizar la temporada. Sus dos últimos años como profesional los pasó en el Virtus Roma de la liga italiana y en el MBC Dinamo Moscú de la liga rusa.

## Estadísticas de su carrera en la NBA

### Temporada regular
| Temporada | Edad | Equipo               | Liga | P   | TIT | MIN  | TC  | TCA | %TC  | 3P  | 3PA | %3P  | TL  | TLA | %TL  | R.OF. | R.DEF. | REB | ASIS | ROB | TAP | PER | FP  | PTS |
| 1999-2000 | 24   | Vancouver Grizzlies  | NBA  | 39  | 0   | 9.0  | 1.1 | 2.3 | .466 | 0.0 | 0.0 |      | 1.1 | 1.6 | .672 | 0.9   | 1.5    | 2.4 | 0.2  | 0.2 | 0.1 | 0.7 | 1.6 | 3.2 |
| 2000-01   | 25   | TOTAL                | NBA  | 33  | 0   | 8.5  | 1.0 | 2.5 | .395 | 0.0 | 0.0 |      | 1.1 | 1.6 | .698 | 0.9   | 1.4    | 2.4 | 0.3  | 0.2 | 0.2 | 0.4 | 1.5 | 3.1 |
| 2000-01   | 25   | Washington Wizards   | NBA  | 29  | 0   | 9.4  | 1.1 | 2.7 | .416 | 0.0 | 0.0 |      | 1.3 | 1.8 | .698 | 1.1   | 1.6    | 2.6 | 0.3  | 0.2 | 0.2 | 0.5 | 1.6 | 3.5 |
| 2000-01   | 25   | Dallas Mavericks     | NBA  | 4   | 0   | 2.0  | 0.0 | 1.0 | .000 | 0.0 | 0.0 |      | 0.0 | 0.0 |      | 0.0   | 0.5    | 0.5 | 0.0  | 0.0 | 0.0 | 0.0 | 0.5 | 0.0 |
| 2001-02   | 26   | Los Angeles Clippers | NBA  | 29  | 1   | 5.2  | 0.4 | 1.3 | .333 | 0.0 | 0.0 |      | 1.0 | 1.4 | .700 | 0.4   | 0.8    | 1.2 | 0.1  | 0.1 | 0.2 | 0.3 | 0.6 | 1.9 |
| 2004-05   | 29   | Atlanta Hawks        | NBA  | 42  | 31  | 17.4 | 1.9 | 4.3 | .434 | 0.0 | 0.0 | .000 | 1.7 | 2.2 | .774 | 1.6   | 2.6    | 4.3 | 0.3  | 0.5 | 0.3 | 1.1 | 3.1 | 5.5 |
| Total     |      |                      | NBA  | 143 | 32  | 10.6 | 1.2 | 2.7 | .423 | 0.0 | 0.0 | .000 | 1.3 | 1.7 | .720 | 1.0   | 1.7    | 2.7 | 0.2  | 0.3 | 0.2 | 0.7 | 1.8 | 3.6 |